# 잠사과학박물관
잠사과학박물관(蠶絲科學博物館)은 대한민국 경기도 수원시 권선구 서둔동 61 농업과학기술원 농업생물부 내에 있는 박물관이다. 잠사과학발달을 위해 쓰여온 기자재를 비롯하여 양잠농가의 애환이 깃든 각종 자료 3만여점이 소장되어 있으며, 1999년 6월 29일 개관하였다.
농업과학기술원 잠사곤충부의 전신인 잠업시험장이 1917년에 현재 잠사과학박물관이 있는 곳에 터를 잡아 잠사업 연구를 하였으며, 현재 잠사과학박물관으로 쓰이고 있는 건물은 1935년부터 고치로 비단실을 만드는 연구에 쓰였던 곳이다.